# Kaapse pelsrob
De Kaapse pelsrob, Zuid-Afrikaanse pelsrob of Zuid-Afrikaanse zeebeer (Arctocephalus pusillus pusillus) is een oorrob die te vinden is aan de Atlantische kust van Zuid-Afrika en Namibië. Hij is nauw verwant aan de West-Australische pelsrob (Arctocephalus pusillus doriferus).

## Uiterlijke kenmerken
Hun huid is donkerbruin. Hun oorschelpen zijn opvallend. De lichaamslengte bedraagt 180 tot 230 cm en het gewicht 200 tot 360 kg.

## Leefgebied
Langs de Atlantische kust zijn er zo'n 20 koloniën van Kaapse pelsrobben. Zo bevindt zich een kolonie vlak onder Kaapstad op wat rotsen voor de kust bij het plaatsje Houtbaai. Ook in de haven van Kaapstad zwemmen pelsrobben. Een enorme kolonie Kaapse pelsrobben bevindt zich in Namibië bij Kaap Kruis. Doorgaans treft men hier zo'n 80.000 dieren aan, maar laat in het voorjaar (november en december) wanneer de jongen worden geboren, kan de populatie groeien tot meer dan 200.000 exemplaren. Een andere grote kolonie treft men aan bij Lüderitz.
Langs de zuidkust van Zuid-Afrika komen pelsrobben voor tot aan de havenstad Port Elizabeth.

## Voortplanting
In het vroege voorjaar komen de stieren aan land en verzamelen ze de wijfjes rond zich. Tussen de mannetjes vinden felle gevechten om de wijfjes plaats. In oktober wordt er gepaard en in november en december worden de jongen geboren.
Veel jonge robben komen vroeg om het leven. Ze worden doodgedrukt in de menigte, raken hun moeder kwijt, of worden gedood door roofdieren zoals hyena's en jakhalzen.

## Voedsel
Kaapse pelsrobben voeden zich met vis (70%) en inktvis (20%). De koude Benguela golfstroom langs de Atlantische kust van Zuid-Afrika en Namibië is rijk aan voedsel voor de robben.